# Человек с золотым пистолетом
«Человек с золотым пистолетом» (англ. The Man with the Golden Gun) — британский шпионский боевик о суперагенте Джеймсе Бонде, девятый фильм «бондианы» (экранизация одноимённого романа Яна Флеминга). Второй фильм для исполнителя главной роли Роджера Мура.

## Сюжет
В штаб-квартиру английской спецслужбы МИ-6 присылают золотую пулю с номером 007 на ней. Глава МИ-6 М решает, что это предупреждение известного наёмного убийцы Франсиско Скараманги, который убивает из золотого пистолета золотыми пулями. М предлагает агенту 007 Джеймсу Бонду уйти в отпуск и залечь на дно, чтобы отвести опасность. Но Бонд хочет сам выследить Скарамангу, лицо которого почти никто не видел, и убить его первым.
Для этого он отправляется на поиски любовницы агента 002, которого убил Скараманга на её глазах. У неё он забирает золотую пулю и относит её в лабораторию Q, где выясняется, что пулю изготовил известный оружейный мастер, который делает оружие на заказ и живёт в Макао. Бонд допрашивает его, но тот тоже не видел лица Скараманги и знает о нём очень мало. В поисках Бонду помогают люди из МИ-6: девушка Гуднайт и китаец Лейтенант Хип.
В итоге Джеймс проникает на остров Скараманги, где узнаёт, что тот соорудил солнечную пушку, на основе криогенных реакторов. Его личный верный слуга и исполнитель замыслов — коротышка Ник Нэк. Скараманга предлагает дуэль (о которой он давно мечтал) Бонду, и Бонд убивает противника в ходе этой экстравагантной дуэли.
Бонд вместе с Гуднайт сбегает с разрушающегося (из-за её неосторожности) острова на джонке Скараманги. Там на них покушается пробравшийся на яхту Ник Нэк. Джеймс ловит его и привязывает к мачте. После уединяется с Гуднайт, игнорируя запросы Q по радиотелефону.

## В ролях
| Актёр            | Роль                 |
| ---------------- | -------------------- |
| Роджер Мур       | Джеймс Бонд          |
| Кристофер Ли     | Франсиско Скараманга |
| Бритт Экланд     | Мэри Гуднайт         |
| Мод Адамс        | Андреа Андерс        |
| Эрве Вильшез     | Ник Нэк              |
| Бернард Ли       | M                    |
| Лоис Максвелл    | мисс Манипенни       |
| Десмонд Ллевелин | Q                    |
| Клифтон Джеймс   | шериф Пеппер         |
| Ричард Лу        | Хай Фэт              |
| Сун-Тек Оу       | лейтенант Хип        |
| Кармен ду Саутой | Саида                |
| Марк Лоуренс     | Родни                |
| Джеймс Коссинс   | Колторп              |
| Майкл Флеминг    | офицер связи         |

## Съёмки
- Сцена с «бочкой» на автомобиле была просчитана на компьютере и снята с первого дубля. Сам автомобиль был модифицирован, чтобы не заглох в перевёрнутом состоянии.
- Идея разборного пистолета была взята в музее шпионажа. Бутафоры сделали три золотых пистолета: один сплошной, второй разбирался, третий стрелял пистонами.
- Небольшой островок Тапу в Таиланде получил прозвище «остров Джеймса Бонда» и стал туристской достопримечательностью.

Гонорар Р. Мура — 1 000 000 долл.

## Саундтрек
«The Man With The Golden Gun» — основная тема к девятому фильму про агента 007 Джеймс Бонда. Музыкальную тему исполнила Лулу. Текст песни написал Дон Блэк, композитором выступил Джон Барри.